# Archives nationales du Cameroun
Pour les articles homonymes, voir Archives nationales (homonymie).
Les Archives nationales du Cameroun (National Archives of Cameroon) sont les archives nationales du Cameroun. Leur siège principal se trouve à Yaoundé et leur bibliothèque contient 64 000 volumes. Il y a une annexe à Buéa avec des documents anciens,. L'entretien des Archives nationales relève des responsabilités du ministère des Arts et de la Culture. Les archives ont fermé en 2016 pour ce qui promet d'être une réorganisation et une numérisation de longue haleine de ses dossiers. Les chercheurs peuvent toujours demander un accès en écrivant au directeur avec une liste de documents spécifiques qu'ils souhaitent consulter. Il est également possible de commander des photos numériques des documents, moyennant des frais. 

## Directeurs
- 1952-1957 : Claude Burgaud[1]
- 1957-1958 : Raymond Bonnefils
- 1958-1960 : Louis Buttin
- 1960-1961 : Henri Djeengue Ndoumbe
- 1961-1964 : Alfred-Eugene Madjire Pfouma
- 1964-1972 : Marc Etende
- vers 1972 : Mathias Sack
- 2016- : Dr. Esther Olembe